# Euschemoninae
Los eusquemoninos (Euschemoninae) son una subfamilia  de lepidópteros ditrisios de la familia Hesperiidae con una única especie australiana (Euschemon rafflesia). Se trata de una mariposa de tamaño pequeño, de colores vivos.